# Conservatoire d'espaces naturels Alsace
Le Conservatoire d'espaces naturels d'Alsace (CEN Alsace), anciennement Conservatoire des sites alsaciens, est le premier conservatoire d'espaces naturels, il œuvre en faveur de la protection de la protection en Alsace, depuis sa fondation en 1976 par Daniel Daske. Cette association fait partie de l'Office des données naturalistes Grand Est. Le conservatoire des sites alsacien est à la fois gestionnaire de réserves naturelles, qu’elles soient régionales ou nationales, et propriétaire ou locataire d’espaces naturels remarquables.

## Compétences
Le Conservatoire gère environ 400 sites, qui représentent une surface totale de 3 640 ha.
Le Conservatoire gère également des réserves naturelles nationales (RNN) suivantes :
- la réserve naturelle nationale du delta de la Sauer ;
- la réserve naturelle nationale de la forêt d'Erstein ;
- la réserve naturelle nationale de la forêt d'Offendorf ;
- la réserve naturelle nationale de l'île de Rhinau.

Ainsi que les réserves naturelles régionales (RNR) suivantes :
- la réserve naturelle régionale du Bastberg ;
- la réserve naturelle régionale des Collines de Rouffach ;
- la réserve naturelle régionale des collines sèches du Bischenberg, de l'Immerschenberg et du Holiesel ;
- la réserve naturelle régionale des Marais et Landes du Rothmoos à Wittelsheim ;
- la réserve naturelle régionale de Eiblen et l'Illfeld ;
- la réserve naturelle régionale de l'Im Berg à Tagolsheim ;
- la réserve naturelle régionale de la Forêt des volcans de Wegscheid ;
- la réserve naturelle régionale de la Forêt de Mequillet Le Hartwald ;
- la réserve naturelle régionale des Hautes-chaumes du Rothenbach.

Et d'autres sites, dont :
- l'ancienne réserve naturelle volontaire de la Ballastière de Reichstett

L'agence de l'eau Rhin-Meuse et le CEN Alsace savent mener des actions en commun. Au nord de l'Alsace, la forêt de Haguenau joue un rôle important, car elle assure la transition entre les  Vosges du Nord et le Petit Ried, le long du Rhin. C'est une zone de passage pour la faune.
Le CEN Alsace est lui-même présent au conseil d'administration d'Alsace Nature.
En 2018, l’association veille à l’entretien de 2 500 ha de milieux naturels. 2018 est marqué par renouvellement du bail emphytéotique avec Rouffach, sur une  durée de 18 ans, au sujet de la colline sèche du Bollenberg. En outre, le CEN Alsace acquiert l’ancienne carrière de Lauw. Dans le cadre de la fermeture de la centrale nucléaire de Fessenheim, le CEN Alsace veut réhabiliter le site des anciennes Mines de Potasse d’Alsace, sur les communes de Fessenheim et Blodelsheim. Il souhaite également contribuer à la renaturation de la Moder dans le Bas-Rhin et de la Grubaine à Chavannes-sur-l'Étang, sans oublier la Lauter tout au nord de l'Alsace, en étroite collaboration avec l’Allemagne. D’un point de vue organisationnel, le CEN Alsace a nommé des « ambassadeurs » qui servent de relais auprès des élus locaux. Selon Frédéric Deck, le président, « enrayer le recul de la biodiversité est difficile [… Il faut inciter] les citoyens à prendre conscience de cette érosion ».